# Norge (dirigeable)
Pour les articles homonymes, voir Norge.
Le Norge est un dirigeable semi-rigide construit en Italie, conçu par l'ingénieur aéronautique italien Umberto Nobile et produit par la société Stabilimento Construzioni Aeronautiche (SCA) est considéré par beaucoup comme étant le premier à avoir effectué le survol du pôle Nord (Richard Byrd et son pilote Floyd Bennett affirment avoir atteint le pôle Nord avec leur Fokker F.VIIa/3m avant), le 12 mai 1926. C'est en effet le premier dirigeable à avoir survolé la banquise entre l'Europe et l'Amérique du Nord. L'expédition avait été planifiée par trois personnes : l'explorateur polaire norvégien Roald Amundsen, le constructeur et pilote du dirigeable, l'italien Umberto Nobile, et enfin l'explorateur américain Lincoln Ellsworth, qui, avec l'aéroclub norvégien, finança le voyage.

## Caractéristiques techniques
Le Norge est le premier dirigeable Nobile de classe N construit par Umberto Nobile. L'enveloppe pressurisée était renforcée par des structures de métal connectées à l'avant et à l'arrière par une quille en métal tubulaire et flexible. La quille était recouverte de tissu et utilisée comme lieu de stockage et comme cabine par l'équipage du navire. Trois nacelles pour les moteurs et une cabine de contrôle étaient situées en dessous de la quille. Le Norge fut le premier dirigeable italien à avoir les ailerons en forme de croix, développés par Schütte-Lanz.

## L'expédition polaire

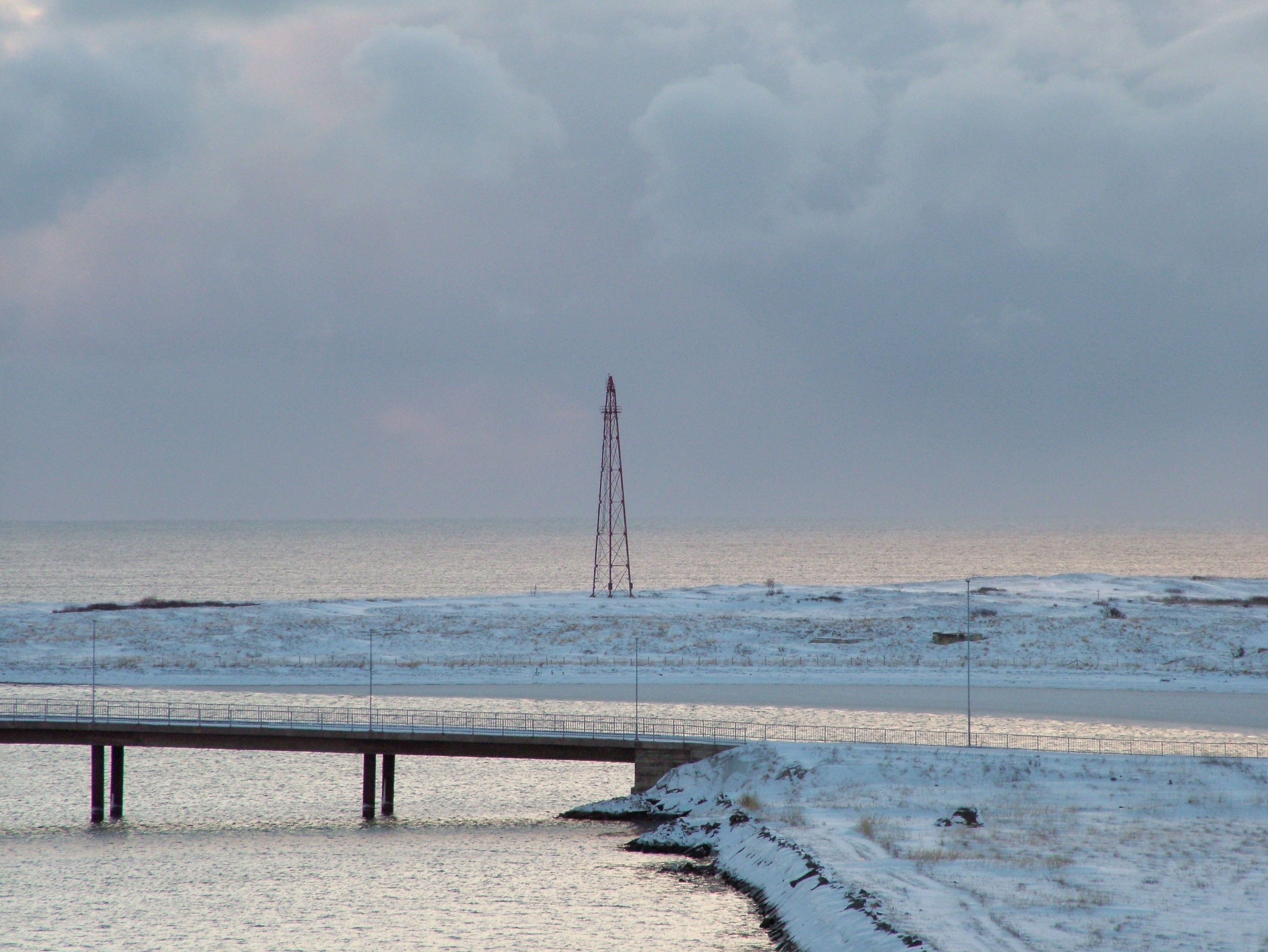
Mât à Vadsø

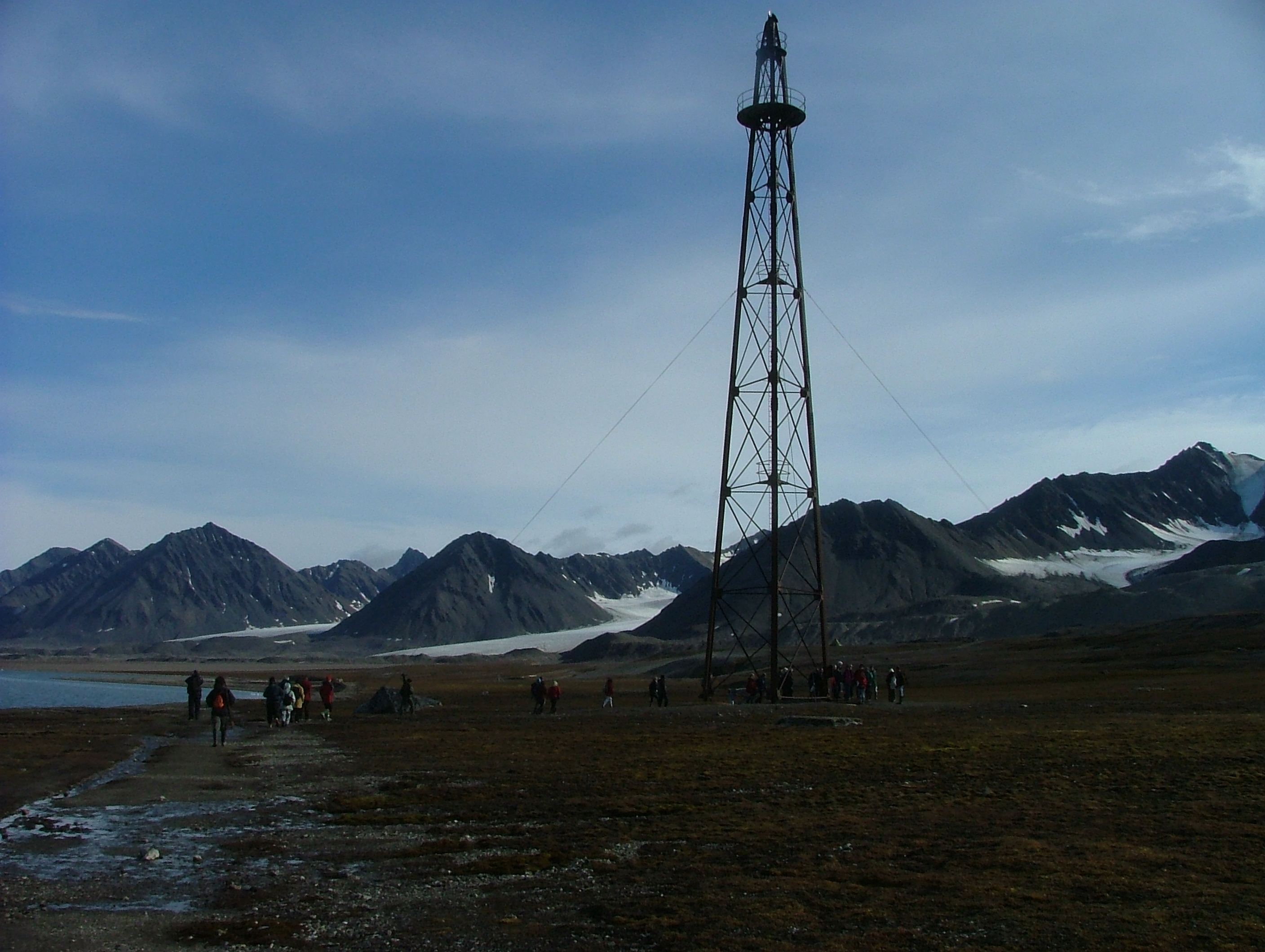
Mât à Ny-Ålesund

L'expédition part de Rome le 29 mars, et se dirige vers Oslo, y arrivant le 14 avril. Il va ensuite vers Vadsø en passant par Leningrad ; le mât du dirigeable est d'ailleurs encore visible à Vadsø. L'expédition traverse la mer de Barents pour arriver à Ny-Ålesund (Svalbard), sa dernière escale avant d'aller au pôle. Le navire quitte Ny-Ålesund le 11 mai.
L'équipage de l'expédition comprend seize hommes, dont Amundsen, Nobile, et Ellsworth, ainsi que l'explorateur polaire Oscar Wisting (qui sert de timonier) et le scientifique František Běhounek. Les autres membres sont le premier lieutenant Hjalmar Riiser-Larsen (navigateur), le premier lieutenant Emil Horgen (préposé à l'élévateur), le capitaine Birger Gottwaldt (expert radio), Finn Malmgren (météorologue), Fredrik Ramm (journaliste), Fritjof Storm-Johnsen (expert radio), le lieutenant Oskar Omdal (ingénieur), le mécanicien en chef Cecioni et les mécaniciens Arduino, Caratti et Pomella.
Ils atteignent le pôle Nord le 12 mai à 1 h 25 GMT. Des drapeaux norvégien, américain et italien sont jetés par-dessus bord sur la glace.
Deux jours plus tard, le 14 mai, le dirigeable arrive à Teller (Alaska), où l'équipage décide d'atterrir à cause du mauvais temps au lieu de continuer jusqu'à Nome.

## Source
- (en) Cet article est partiellement ou en totalité issu de l’article de Wikipédia en anglais intitulé « Norge (airship) » (voir la liste des auteurs).